# Хаувонен, Арви
Арви Хаувонен (11 марта 1899 Эурайоки— 7 декабря 1973 Асиккала) — финский инженер и радиолюбитель, родился 11 марта 1899 в муниципалитете Эурайоки (фин. Eurajoki) провинции Сатакунта (Satakunta) Западной Финляндии. Он прошёл путь от школьника, интересующегося радиотехникой, до пионера в области радиовещания и радиолюбительства Финляндии.
Еще обучаясь в лицее г. Раума (Rauma), он увлекся искровыми передатчиками и в 1917 году построил небольшой беспроводной искровой передатчик. Весной 1918 года, будучи 19-летним юношей, Арви поехал в г. Миккели (Mikkeli) для прохождения военной службы, чтобы познакомиться с искровыми передатчиками, которые в то время уже были у служащих 27 егерского батальона (jääkäripataljoona). Оттуда судьба привела его на первые курсы военных радистов, организованные факультетом физики при Хельсинкском университете. Арви Хаувонен по истечении срока службы имел звание младшего сержанта, позднее, после прохождения военных сборов, ему было присвоено звание фельдфебеля (сержанта 1 класса). Осенью 1918 года он поступил в технический ВУЗ г. Тампере (Tampereen teknillisen opiston) и окончил его в 1921 году, получив диплом инженера электротехники.
А.Хаувонен начал трудовую деятельность в качестве техника электростанции г. Тампере в 1922 году. Руководитель электростанции дипломный инженер Антти Симола (Antti Simola), и глава офиса мастер Алтти Аллиниеми (Altti Alliniemi) тоже увлекались радио. Втроем они смонтировали сначала первый приемник, а затем и передатчик. Свои первые эксперименты в радиовещании Арви Хаувонен начал проводить осенью 1922 года из помещения дачи Perälä в местечке Kulju, позднее в 1923 году он и его соратники продолжили вещание из других мест Финляндии, в частности также с дачи Lepola на берегу озера Pyhäjärvi. Это было вещание граммофонной музыки с мощностью передатчика 10 ватт. С 1 ноября 1923 года вещание велось с чердака телефонного кооператива г. Тампере (Tampere) по адресу Hämeenkatu 26. 16 апреля 1924 года он получил разрешение на повышение мощности передатчика. 7 мая 1924 года было основано радио Тампере (Tampereen radio), и передачи приняли регулярный характер.
Весной 1923 года Арви Хаувонен обратился в Союз молодежных сил (Nuoren Voiman Liitto NVL) за присвоением ему личного позывного сигнала 3NB (публикация в газете Союза молодежных сил № 3 за 1924 год.) Первоначально под этим позывным выходили в эфир и передачи радио Тампере, в дальнейшем, после переезда станции на берег р. Таммеркоски и образования ассоциации (Tampereen radioyhdistys), Радио Тампере получило позывной 3NBA. В то время Арви Хаувонен работал техническим руководителем Радио Тампере.
Первые радиолюбительские связи Арви Хаувонен провел под ником 3NB, и это были не только связи с использованием азбуки Морзе, но и трансляции граммофонной музыки. 14 мая 1924 года была установлена любительская радиосвязь со Швецией с использованием позывного сигнала 3NB (c 1929 г.- OH3NB, с 1949 г.- OH3PP).
Свой первый прямой репортаж А. Хаувонен провел осенью, в ноябре 1925 года, когда он дежурил на радиостанции. Во время трансляции музыки с улицы донеслись крики о помощи женщины, упавшей в реку Таммеркоски (Tammerkoski). Арви Хаувонен прервал трансляцию музыки, нашел микрофон, подключил его к передатчику и начал вести репортаж об этом случае, что и помогло спасти женщину, так как около тысячи человек тут же оказались на месте происшествия, один мужчина бросился в реку прямо в одежде и вытащил женщину на берег. Этот факт явился одним из доказательств силы радиовещания, как средства коммуникации.
Созданное правительством в 1926 году O.Y.Yleisradio получило монополию на управление вещательными станциями, которые до этого времени имели разрозненный характер и самостоятельно вели трансляции. Задача Yleisradio заключалась в том, чтобы транслировать программы по всей стране. Местные радиостанции транслировали программы Yle, а также могли вести свои передачи. В этом же 1926 году руководство Yleisradio приняло решение о начале общественного радиовещания на длинных волнах на всю страну. Нужна была мощная радиостанция, которая покрывала бы большую часть территории Финляндии. Именно поэтому в 1927 году в Лахти началось строительство длинноволновой радиовещательной станции Yleisradio, поскольку город Лахти выиграл конкурс (среди других претендентов были гг. Tampere и Hämeenlinna) на право строительства общегосударственной вещательной радиостанции. Местом будущей радиостанции выбрали самую высокую точку города, которая в дальнейшем и получила соответствующее название Radiomäki (Радиохолм), предыдущие названия: Selänmäki, Korkeamäki, Hautausmaanmäki.
Строительство началось с вырубки леса на выбранном участке в июле-августе 1927 года и начала возведения первой вспомогательной мачты, с помощью которой планировалось поднимать фактические мачты на 150 метров в небо.
Мачты были построены в очень короткие сроки с 17.09.1927 по 26.11.1927 под руководством немецкой компании Lehmann & Co.
Между двумя 150-метровыми мачтами было построено двухэтажное здание радиостанции.
Вещание началось 22.04.1928 года. Вопросы инженерно-технической эксплуатации станции находились в ведении Управления почтовой и телеграфной связи, являющегося ее владельцем.
В 1926 году А. Хаувонен переехал с семьей в г. Лахти и был назначен инженером, а затем руководителем радиовещательной станции, где и проработал до выхода на пенсию в 1965 году.
Несмотря на занятость и сложность задач, которые ему приходилось решать, будучи руководителем и инженером радиостанции, Арви Хаувонен сохранил энтузиазм в отношении любительского радио.
Арви Хаувонен явился основателем радиолюбительского клуба г. Лахти OH3AC (первоначальное название — «Lahden kolmoset»). Название происходит от номера региона «3», к которому относится г. Лахти в системе присвоения радиолюбительских позывных. 1 ноября 1930 года состоялось первое заседание клуба, на котором присутствовали Arvi Hauvonen (OH3NB), Ilmari Tenhunen (OH3NM), Hugo Malm (OH3NA), Martti Viljanen (OH3NQ), Juho Iivari Kallioinen (OH3NX), Juho Kantola (OH2XO/Lahden suojeluskunta). На первом заседании клуба было принято решение об его открытии и регистрации. Председателем радиоклуба был избран А. Хаувонен, секретарем — Мартти Вильянен.
Про Арви Хаувонена говорят, что он родился с «радио подмышкой», в его жизни любимое занятие и работа совпали и стали единым целым.
С самого начала трудовой деятельности А. Хаувонен начал собирать экспонаты для будущего музея радио и телевидения г. Лахти (Lahden radio-ja tv-museo Mastola, Radiomäenkatu,37), который распахнул свои двери для посетителей в 1968 году. До открытия музея экспонаты хранились в подвале старого здания радиостанции (Radiomäenkatu, 43).
В настоящее время в старом здании радиостанции, где Yleisradio функционировало с 1928 по 1935гг, на 1 этаже расположился радиоклуб города Лахти OH3AC.
Новое здание, в котором с 1935 по 1993 год находилась и действовала телерадиовещательная компания г. Лахти, было передано компанией Yle в дар Музею радио и телевидения «Mastola» в 1994 году.
Арви Хаувонен похоронен на старом кладбище г. Лахти Radiomäenkatu,20, ,(Lahden vanhalle hautausmaalle Radiomäelle), рядом с его женой Helmi Inga Hauvonen (Hakkarainen), недалеко от места работы, которой он посвятил большую часть своей жизни.

## Награды и знаки внимания
- В честь А. Хаувонена (3NB, OH3NB, OH3PP) на первом этаже музея радио и телевидения Мастола (Lahden radio-ja tv-museo Mastola, Radiomäenkatu,37) в г. Лахти 26 апреля 1994 года была открыта мемориальная любительская радиостанция OH3R. Первую связь провел председатель радиоклуба OH3AC Kalle Mäkelä (OH2MFS) со станцией OH2A
- Мемориальная радиостанция OH3R имени Арви Хаувонена — это единственная в Финляндии работающая на регулярной основе музейная радиостанция. Техническую поддержку и дежурство на станции обеспечивают члены радиоклуба OH3AC г. Лахти. Станция OH3R работает в дежурном режиме обычно каждое воскресенье с 12.00 до 15.00 по местному времени. Желающие провести любительскую радиосвязь могут это осуществить по согласованию с ответственным членом радиоклуба г. Лахти OH3AC[5].
- 1 ноября 1966 года Арви Хаувонена наградили медалью г. Лахти за заслуги в профессиональной деятельности.
- в 1969 году он был избран почетным президентом Финского общества радиолюбителей (Suomen radioamatööriliitto).
- В честь Арви Хаувонена названа дорога в Холлола (Hollola), ведущая к телевизионной мачте теле-радиостанции Тиирисма (Tiirisma)